# Genista germanica
Genista germanica là một loài thực vật thuộc chi Genista.

## Hình ảnh

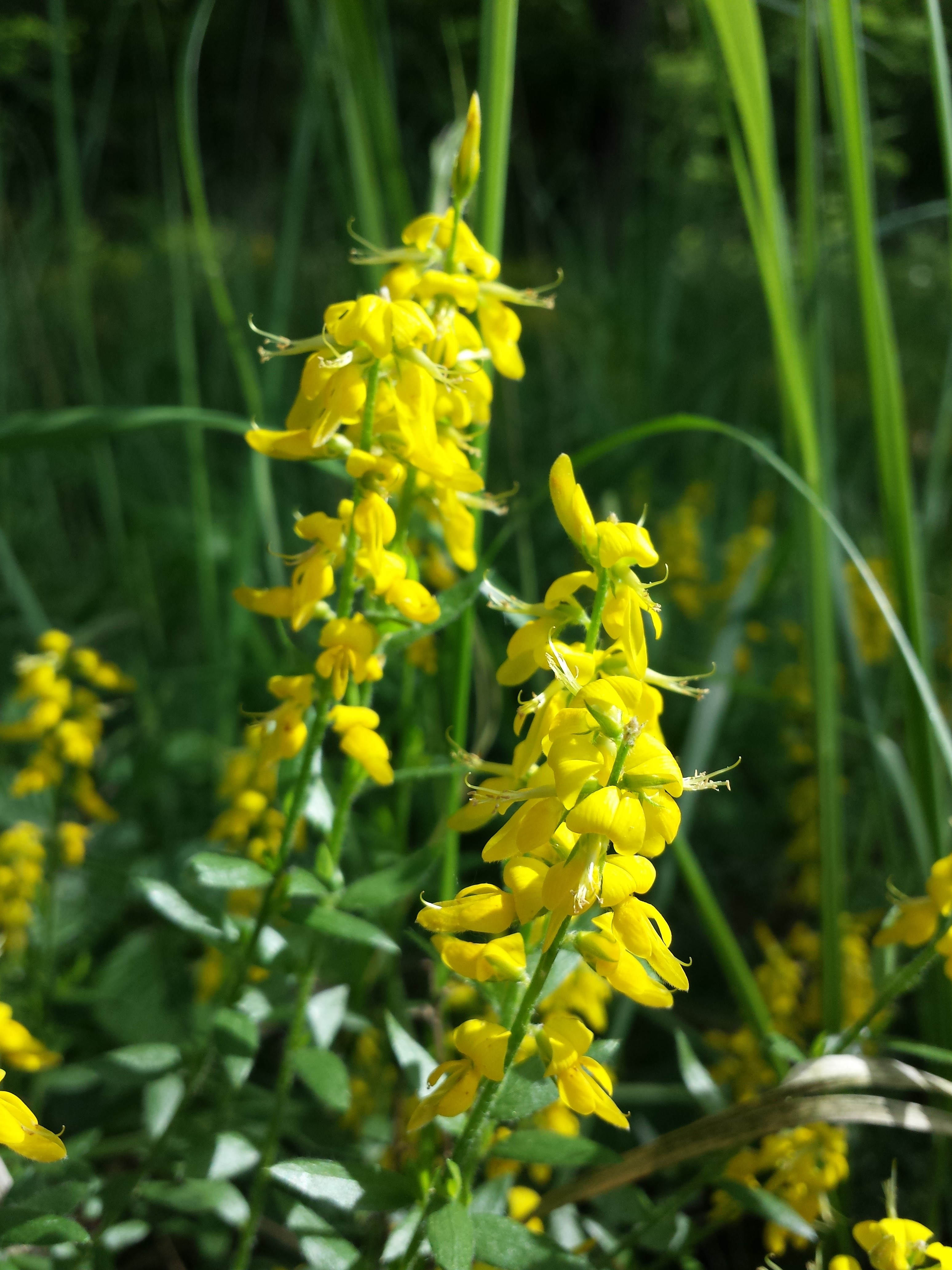
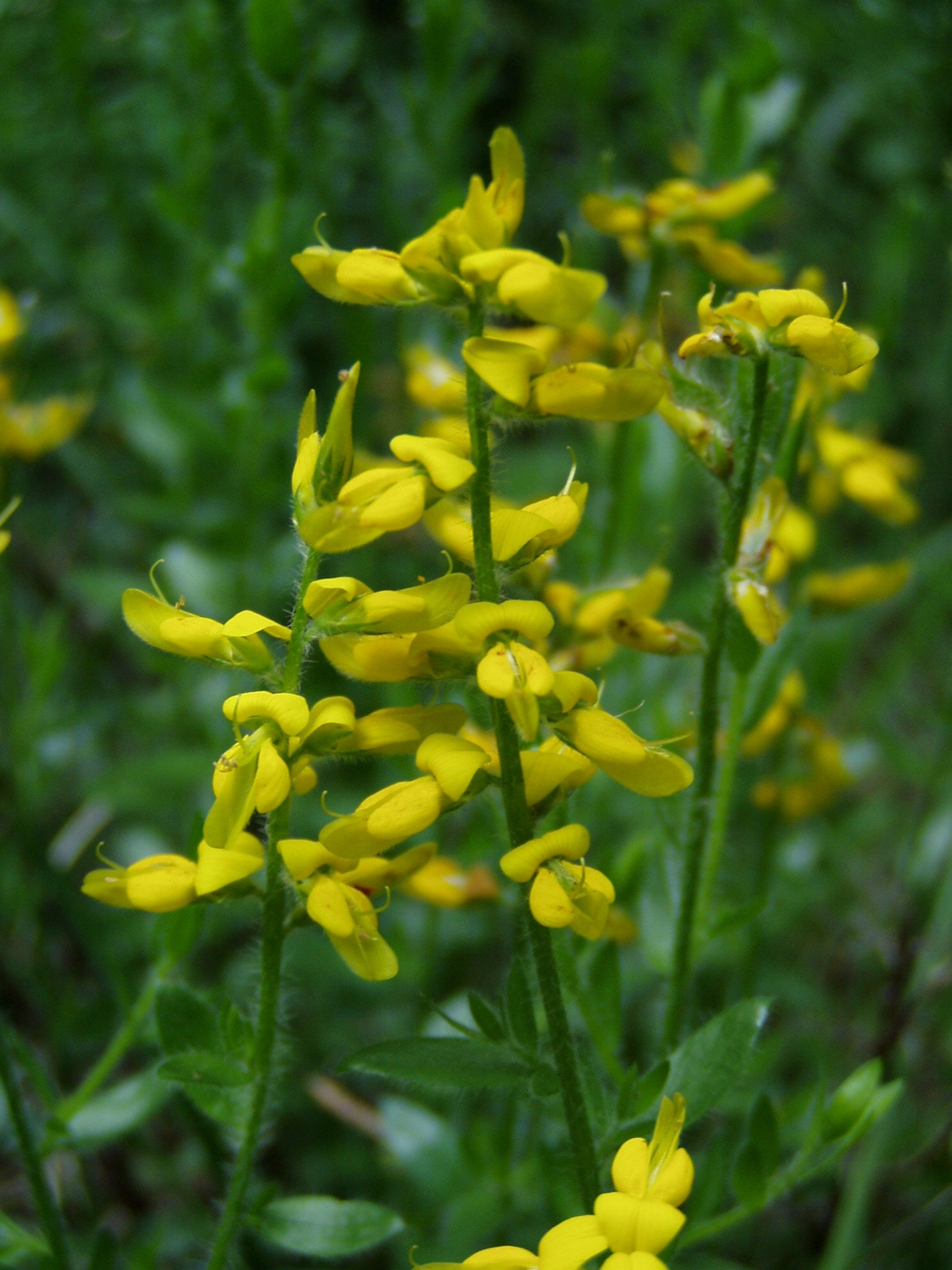
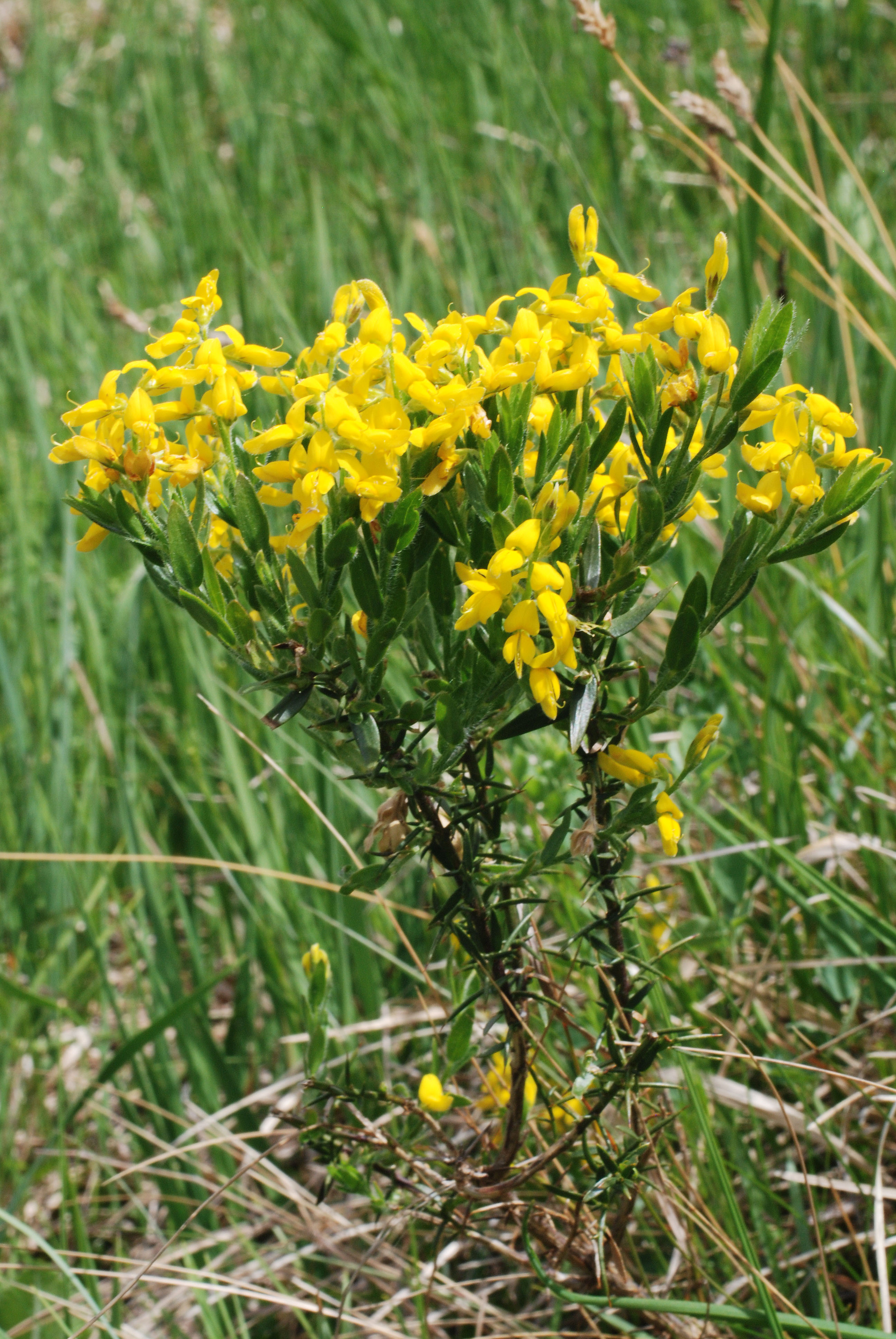
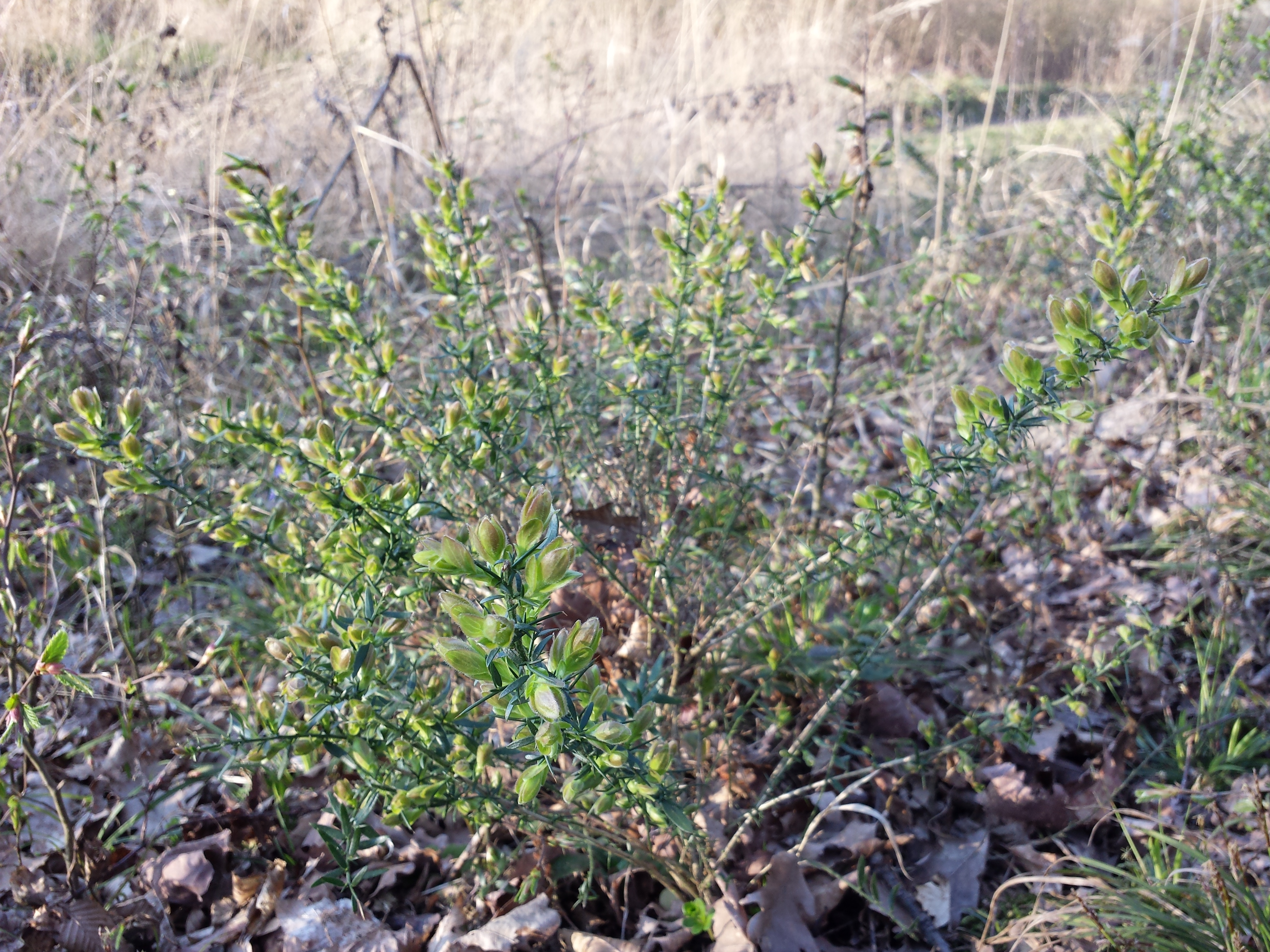